# Irlando-Américains
Les Irlando-Américains (en anglais : Irish-Americans et en irlandais : Gaël-Mheiriceánach) sont des Américains ayant partiellement ou en totalité une ascendance irlandaise. Un total de 33 093 550 d’Américains (soit 10 % de la population totale) se déclare avoir au moins un ancêtre irlandais. C'est la deuxième origine européenne la plus répandue chez les Blancs américains après l'origine allemande.

## Histoire
Les irlandais protestants (Scots-Irlandais) sont les premiers à avoir émigré aux États-Unis en nombre modéré, et ce avant même la révolution américaine. Les nombreux irlandais catholiques ont pour leur part commencé leur transit au milieu du XIXe siècle. Les causes de l'exil des Irlandais sont nombreuses, en partie à cause de leur statut économique précaire en tant qu'agriculteurs et de la domination politico-économique de l'Irlande par les Anglais et les Écossais. Le nombre de migrants a beaucoup augmenté dans les années 1820 et l'on estime qu'un total de 3 millions d'Irlandais a émigré en Amérique du Nord entre 1820 et 1920. Cette forte émigration s’explique en partie par la Grande Famine entre 1845 et 1855, qui a touché gravement l’Irlande au XIXe siècle et a poussé une importante part de sa population à émigrer.
Au nord-est des États-Unis, des migrants, pour la plupart des hommes, ont participé à la construction de canaux, l'exploitation forestière et des travaux de construction civile. Le grand projet du canal Érié est un exemple où les Irlandais constituaient la majorité des travailleurs. De petites communautés irlandaises se sont de plus en plus développées dans des villes comme Boston, New York, Chicago et Providence et dans les États de Nouvelle-Angleterre, New York, et Pennsylvanie.

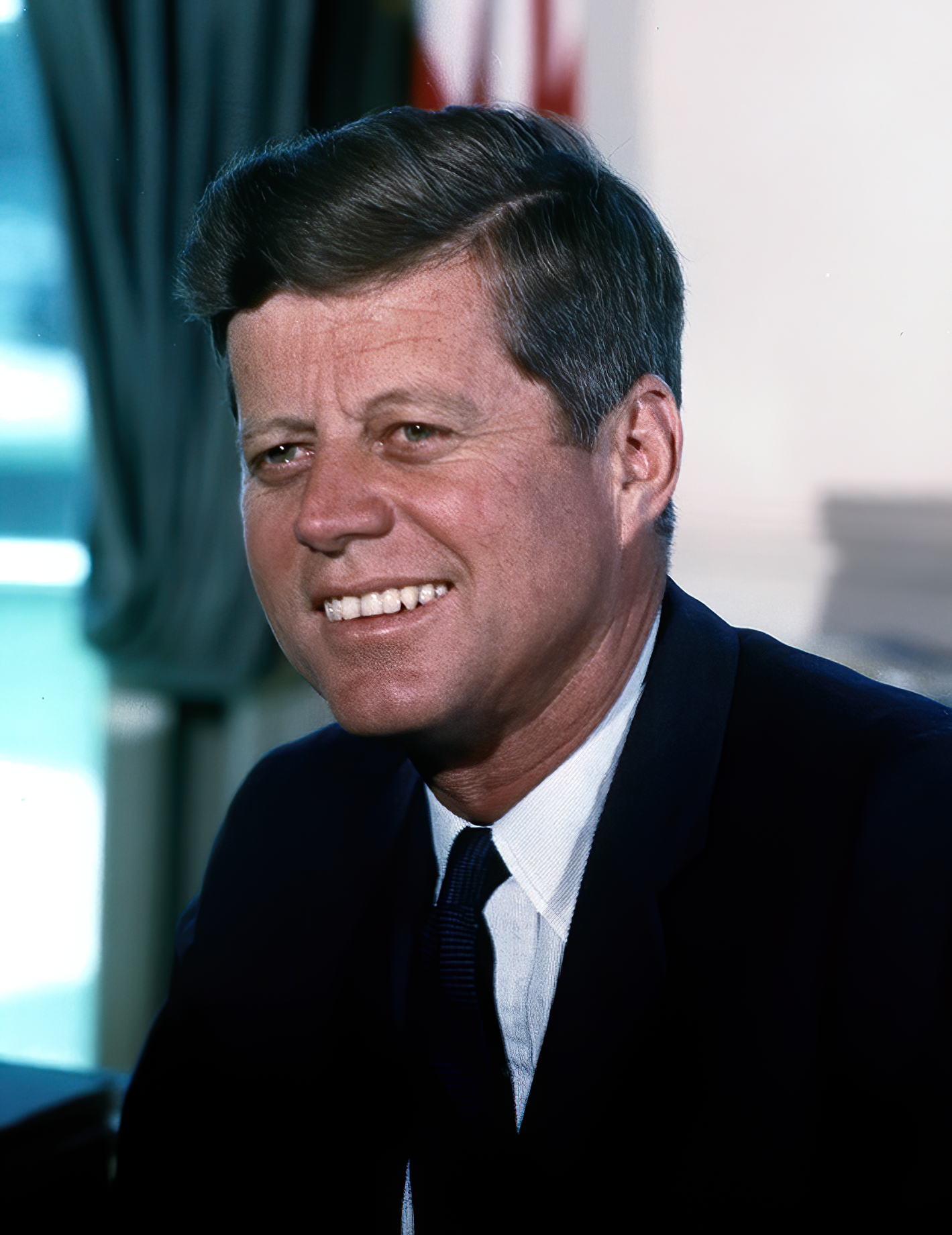
John F. Kennedy.

Les Irlandais qui se sont installés aux États-Unis, et leurs descendants, ont beaucoup marqué l'histoire américaine. Près de la moitié des présidents des États-Unis ont des ancêtres irlandais, les plus connus étant John Fitzgerald Kennedy et Ronald Reagan. Il y a également plusieurs astronautes comme Neil Armstrong, le premier homme qui a marché sur la Lune. Henry Ford, le fondateur de Ford, était le fils d'un immigré irlandais. On peut encore citer des criminels populaires comme Billy the Kid, des légendes du rock comme Jim Morrison et Kurt Cobain, et un grand nombre de stars de cinéma comme John Wayne, Clint Eastwood, Harrison Ford, Robert De Niro, Kevin Costner, Mel Gibson, George Clooney, Grace Kelly et Johnny Depp.

## Démographie
Selon le American Community Survey pour la période 2011-2015, environ 33 277 612 Américains ayant une ascendance irlandaise (99,3 %) sont nés américains, tandis que 204 549 (0,7 %) sont nés étrangers. Parmi ces derniers, 147 746 (59,4 %) sont naturalisés, alors que 101 086 (40,6 %) ne sont pas citoyens américains.
Le nombre d'Américains ayant des ancêtres irlandais dépasse de près de quatre fois la population de l'île d'Irlande,.